# O corabie printre nori
O corabie printre nori este un roman scurt de Alina Nour. A apărut la editura Junimea în 1982.

## Cuprins
1. Cînd un strănut teribil o făcu să tresară de spaimă
2. Eu sînt „Calul tău verde de pe perete”
3. Colecția de fîstîcitori
4. Magnetul mincinoșilor
5. Un orar cum nu s-a mai văzut
6. Un război muzical
7. Acum, e acum. Carnetul de note are cuvîntul!

## Vezi și
- 1982 în literatură